# Hymenaster infernalis
Hymenaster infernalis är en sjöstjärneart som beskrevs av Percy Sladen 1882. Hymenaster infernalis ingår i släktet Hymenaster och familjen knubbsjöstjärnor. Inga underarter finns listade i Catalogue of Life.